# Caprimulgus pectoralis
El chotacabras músico o chotacabra africana sombría (Caprimulgus pectoralis) es una especie de ave caprimulgiforme de la familia Caprimulgidae propia del África subsahariana.

## Distribución
Se extiende por el África subhariana desde Gambia y Senegal a la costa de Kenia, y hacia el sur hasta las regiones del sur de Tanzania, la República Democrática del Congo y Angola, a Malaui, Mozambique, Botsuana, Namibia, Sudáfrica, Suazilandia, Zambia y Zimbabue. Su pariente cercano, el chotacabras hombronegro, lo reemplaza en la selva trópical.

## Subespecies
Se reconocen cuatro subespecies:
- Caprimulgus pectoralis crepusculans Clancey, 1994– sureste de Zimbabue a Mozambique, Suazilandia y el este de Sudáfrica;
- Caprimulgus pectoralis fervidus Sharpe, 1875– desde el sur de Angola al norte de Namibia, Botsuana, Zimbabue y el noreste de Sudáfrica;
- Caprimulgus pectoralis pectoralis Cuvier, 1816– en el sur de Sudáfrica;
- Caprimulgus pectoralis shelleyi Bocage, 1878– desde Angola al sur de la República Democrática del Congo, el sur de Kenia y el suroeste de Tanzania.